# Siemowit IV di Masovia

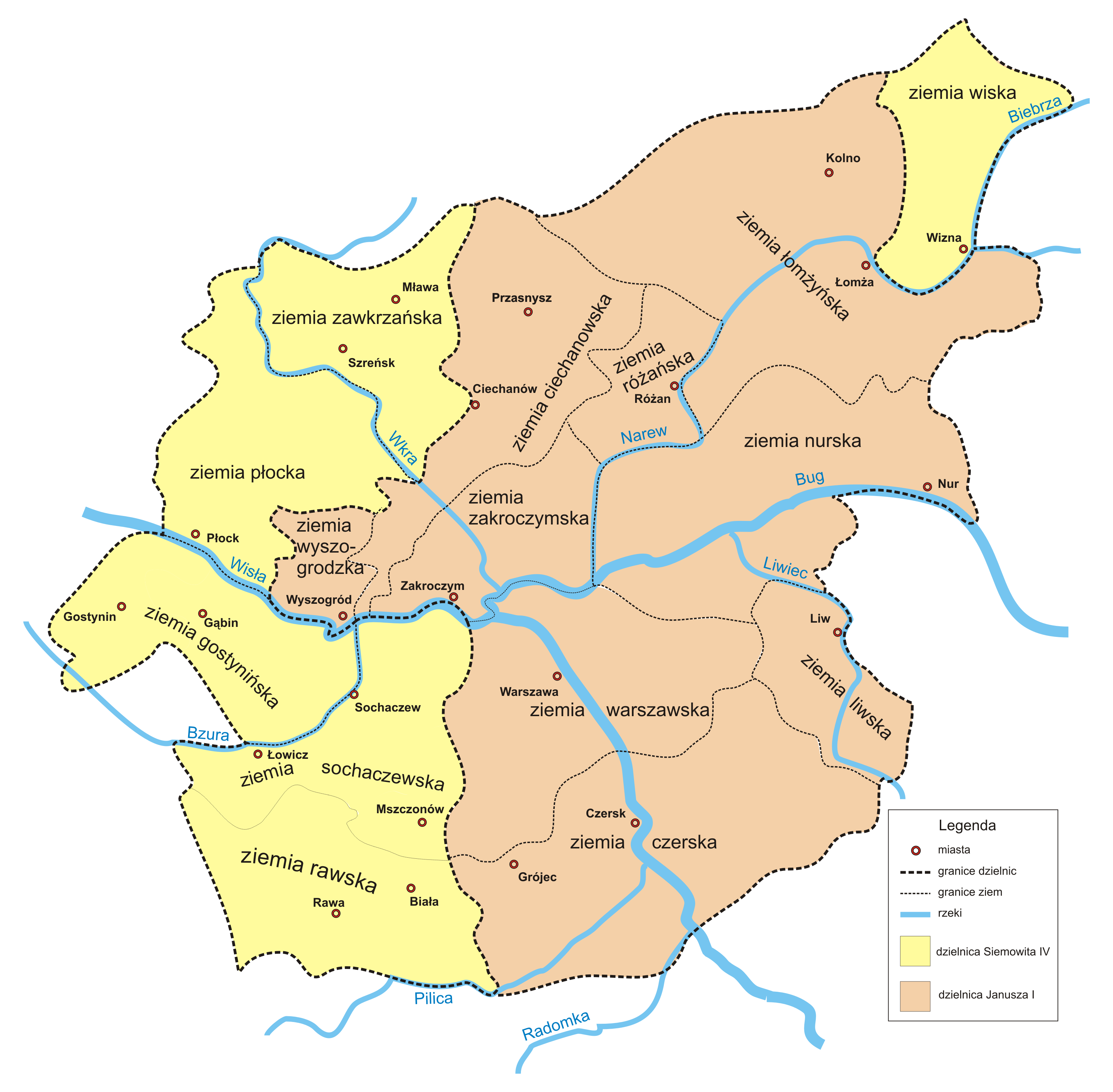
Divisione della Masovia (1381-1426).

Siemowit IV di Masovia (1352 – 1425-26) fu duca di Masovia.

## Biografia
Noto anche come Ziemowit IV, questo duca di Masovia controllava i territori di Czersk, Rawa, Sochaczew, Płock e Gostynin.
Nel 1381 ereditò Wisz e nel 1387 Belz. Siemovit era uno dei figli di Siemowit III; dopo la morte di Luigi I d'Ungheria, Siemowit si trovava ad essere uno dei principali pretendenti al trono di Polonia. Nel 1383 conquistò Cuiavia, ma fu presto sconfitto e costretto alla resa dall'attacco congiunto delle truppe della Piccola Polonia e quelle dell'Ungheria.
Nel 1386 riconobbe l'investitura di Jogaila a Granduca di Lituania re di Polonia, divenendo vassallo ereditario di Polonia. L'anno seguente sposò la sorella del re di Polonia, Alessandra, dal loro matrimonio nacquero, tra gli altri, Cimburga, che sposò il duca d'Austria Ernesto, Maria, che sposò il Duca Bogislao IX di Pomerania-Stolp e Alessandro, cardinale.
Perse gran parte dei suoi territori in favore dell'Ordine Teutonico, comprese Wizna, Zawkrze e Płońsk. Per riconquistarli si unì alla guerra del 1409-1410 tra la Polonia e la Lituania contro l'Ordine Teutonico.

## Ascendenza
|                         |                    |                        | Genitori              |  |  | Nonni |  |  | Bisnonni               |  |  | Trisnonni             |  |
|                         |                    |                        |                       |  |  |       |  |  | Boleslao II di Masovia |  |  | Siemowit I di Masovia |  |
|                         |                    |                        |                       |  |  |       |  |  | Boleslao II di Masovia |  |  | Siemowit I di Masovia |  |
|                         |                    | Pereyaslava            |                       |  |  |       |  |  | Boleslao II di Masovia |  |  |                       |  |
| Trojden I di Masovia    |                    |                        |                       |  |  |       |  |  | Boleslao II di Masovia |  |  |                       |  |
|                         |                    | Gaudemunda di Lituania | Traidenis             |  |  |       |  |  |                        |  |  |                       |  |
|                         |                    | Gaudemunda di Lituania | Traidenis             |  |  |       |  |  |                        |  |  |                       |  |
|                         |                    | Gaudemunda di Lituania | …                     |  |  |       |  |  |                        |  |  |                       |  |
| Siemowit III di Masovia |                    | Gaudemunda di Lituania |                       |  |  |       |  |  |                        |  |  |                       |  |
|                         |                    | Jurij I di Galizia     | Leone I di Galizia    |  |  |       |  |  |                        |  |  |                       |  |
|                         |                    | Jurij I di Galizia     | Leone I di Galizia    |  |  |       |  |  |                        |  |  |                       |  |
|                         |                    | Jurij I di Galizia     | Costanza d'Ungheria   |  |  |       |  |  |                        |  |  |                       |  |
| Maria di Galizia        |                    | Jurij I di Galizia     |                       |  |  |       |  |  |                        |  |  |                       |  |
|                         |                    | Eufemia di Cuiavia     | Casimiro I di Cuiavia |  |  |       |  |  |                        |  |  |                       |  |
|                         |                    | Eufemia di Cuiavia     | Casimiro I di Cuiavia |  |  |       |  |  |                        |  |  |                       |  |
|                         |                    | Eufemia di Cuiavia     | Eufrosina di Opole    |  |  |       |  |  |                        |  |  |                       |  |
| Siemowit IV di Masovia  |                    | Eufemia di Cuiavia     |                       |  |  |       |  |  |                        |  |  |                       |  |
|                         | Mikuláš I di Opava | …                      |                       |  |  |       |  |  |                        |  |  |                       |  |
|                         | Mikuláš I di Opava | …                      |                       |  |  |       |  |  |                        |  |  |                       |  |
|                         | Mikuláš I di Opava | …                      |                       |  |  |       |  |  |                        |  |  |                       |  |
| Mikuláš II di Opava     | Mikuláš I di Opava |                        |                       |  |  |       |  |  |                        |  |  |                       |  |
|                         |                    | Adelaide di Asburgo    | …                     |  |  |       |  |  |                        |  |  |                       |  |
|                         |                    | Adelaide di Asburgo    | …                     |  |  |       |  |  |                        |  |  |                       |  |
|                         |                    | Adelaide di Asburgo    | …                     |  |  |       |  |  |                        |  |  |                       |  |
| Eufemia di Opava        |                    | Adelaide di Asburgo    |                       |  |  |       |  |  |                        |  |  |                       |  |
|                         |                    | Přemysl di Racibórz    | …                     |  |  |       |  |  |                        |  |  |                       |  |
|                         |                    | Přemysl di Racibórz    | …                     |  |  |       |  |  |                        |  |  |                       |  |
|                         |                    | Přemysl di Racibórz    | …                     |  |  |       |  |  |                        |  |  |                       |  |
| Anna Raciborska         |                    | Přemysl di Racibórz    |                       |  |  |       |  |  |                        |  |  |                       |  |
|                         |                    | Anna di Czersk         | …                     |  |  |       |  |  |                        |  |  |                       |  |
|                         |                    | Anna di Czersk         | …                     |  |  |       |  |  |                        |  |  |                       |  |
|                         |                    | Anna di Czersk         | …                     |  |  |       |  |  |                        |  |  |                       |  |
|                         |                    | Anna di Czersk         |                       |  |  |       |  |  |                        |  |  |                       |  |